# Satagidija
Satagidija (staroperzijsko: Thataguš, »dežela  stotih krav«) je bila satrapija perzijskega Ahemenidskega cesarstva, domnevno v gorah sodobnega Irana in Pakistana.
Satagidija je prvič omenjena v 21. delu Behistunskega napisa perzijskega kralja Dareja I. Velikega, ki je začel vladati leta 521 pr. n. št. Kralj Darej pravi:
Medtem, ko sem bil v Babiloniji, so se mi uprle province Perzija, Elam, Medija, Asirija, Egipt, Partija, Margijana, Satagidija in Skitija.
Napis ne pojasnjuje,  kako in kdaj je bil upor zatrt. Ena od možnih razlag je, da so upor zatrli lokalni vladarji in kraljevo vmešavanje zato ni bilo potrebno, druga možna razlaga pa je, da so upor zatrli mnogo kasneje, najbrž leta 515 pr. n. št. potem ko je Darej osvojil dolino Inda. 
Satagidijo najdemo tudi na seznamu perzijskih davčnih okrožij, ki je del Zgodovine grškega raziskovalca Herodota iz Halikarnasa. Satagidijci so bežno omenjeni skupaj z Dadikejci in Aparitejci, plemeni, ki so sicer neznana. Satagidija kot satrapija Ahemenidskega cesarstva  je  omenjena tudi v napisu na Darejevemu grobu v Naqš-i Rustamu in napisu kralja Kserksa v Daivi. Po letu 480 pr. n. št. Satagidija izgine iz pisnih virov. V seznamu perzijskih armad, ki je tudi del Herodotove Zgodovine in navaja vojaška območja perzijskih armad, ki so napadle Grčijo, Satagdijci niso omenjeni. Lahko, da so jih istovetili s Parikanci (perzijsko: Barikânu, kar pomeni »gorščaki«).  Grški zgodovinar Arijan iz Nikomedije jih verjetno imenuje Orejtanci, kar tudi pomeni »gorščaki«. 
Možno je tudi to, da Satagidija ni bila gorata, pač pa je bila dežela, ki je ležala neposredno onkraj gora, se pravi na ravninah osrednjega Inda. 
Predpostavlja se, da je ime mesta Sittakê v Mezopotamiji, ki je bilo glavno mesto pokrajine Sittakene, nastalo iz babilonske besede Sattagû, ki pomeni »mesto Satagidijcev«. Če je to res, bi mesto lahko bilo kolonija vojakov ali vojnih ujetnikov z vzhoda. 

## Vir
- B. Jacobs, Die Satrapienverwaltung im Perserreich zur Zeit Darius’ III., Wiesbaden 1994
- Opća enciklopedija JLZ, III., 669, Zagreb 1977